# Bore (Italie)
Pour les articles homonymes, voir Bore (homonymie).
Bore est une commune italienne de la province de Parme dans la région Émilie-Romagne en Italie.

## Administration
| Période                                  | Période | Identité | Étiquette | Qualité |
| ---------------------------------------- | ------- | -------- | --------- | ------- |
|                                          |         |          |           |         |
| Les données manquantes sont à compléter. |         |          |           |         |

### Hameaux
Bellaria, Castiglione, Felloni, Ferrari, Fiori, Franchi-Salvi, Metti, Mortarelli, Orsi, Pereto, Pozzolo, Pratogrande, Raffi, Ralli, Rovina, Silva, Zani, Zermani

### Communes limitrophes
Bardi, Morfasso, Pellegrino Parmense, Varano de' Melegari, Varsi, Vernasca